# میکل اپلگرین
میکل اپلگرین (انگلیسی: Mikael Appelgren؛ زادهٔ ۱۵ اکتبر ۱۹۶۱) یک بازیکن تنیس روی میز اهل سوئد است. 
وی در مسابقات کشوری و بین‌المللی در مجموع برنده ۱۵ مدال طلا، ۸ مدال نقره، ۱ مدال برنز شده‌است.